# Rolf Mäser
Rolf Mäser (* 19. November 1925 in Meißen; † 18. Mai 2007 in Klipphausen) war ein deutscher Jagdflieger, Theaterwissenschaftler, Museumsdirektor, Puppenspieler und Moderator.

## Leben
Nach dem Schulbesuch in Spittewitz absolvierte er bei den Turbowerken in Meißen eine Ausbildung zum Technischen Zeichner. 1943 kam er zur Wehrmacht und wurde Jagdflieger. Als solcher geriet er zunächst in amerikanische, dann in sowjetische Kriegsgefangenschaft, aus der er im November 1948 entlassen wurde.
Ab 1949 war Rolf Mäser als Neulehrer an der Grundschule in Spittewitz tätig. In dieser Zeit begann er mit dem Puppenspiel. 1960 übernahm er die Leitung der Puppentheatersammlung des Volkskundemuseums in Dresden, die später an die Staatlichen Kunstsammlungen Dresden überging. Das Domizil der Sammlung befand sich im Hohenhaus in Radebeul. Von 1972 bis 1976 studierte er im Fernstudium Theaterwissenschaften. An der Pädagogischen Hochschule Dresden promovierte er 1980 mit der Dissertation Puppenspiel von Dr. Faust. 1991 ging er in den Ruhestand.
Rolf Mäser war Mitglied des Exekutivkomitees der Unima und der internationalen Vereinigung der Puppen- und Marionettentheater. Er gab über 30 Jahre lang die Mitteilungen der Puppentheatersammlung Dresden heraus. 1977 erschienen die von ihm verfasste Monographie Altsächsische Marionetten und der Katalog Puppentheater gestern und heute. Ferner war er ehrenamtlicher Naturschutzbeauftragter des Kreises Meißen, Vorsitzender der Natur- und Heimatfreunde im Kulturbund der DDR im Kreis Meißen sowie Ortschronist von Polenz.
Als Jäger moderierte er von 1969 bis 1991 im Dresdner Kulturpalast die Veranstaltungsreihe Auf, auf zum fröhlichen Jagen. Begleitet wurde er dabei vom Bergfinken-Chor, verschiedenen Jagdhornbläsergruppen und mehreren Solisten.
Rolf Mäser starb nach längerer Krankheit im 82. Lebensjahr im Ortsteil Polenz der Gemeinde Klipphausen im Landkreis Meißen.